# 高铼酸铀酰
高铼酸铀酰是一种无机化合物，化学式为UO2(ReO4)2。有放射性。

## 制备
高铼酸铀酰可由三氧化铀和七氧化二铼在700 °C反应，或者和煮沸的高铼酸反应制得。

## 化学性质
高铼酸铀酰在炽热时分解，生成八氧化三铀和七氧化二铼，并放出氧气：
6 UO2(ReO4)2 → 2 U3O8 + 6 Re2O7 + O2

## 扩展阅读
- 饶林峰, G.R.Choppin. 高铼酸根与铀酰离子络合作用的研究[J]. 核化学与放射化学, 1987. 2